# Moulin Forclaz
 (février 2020).

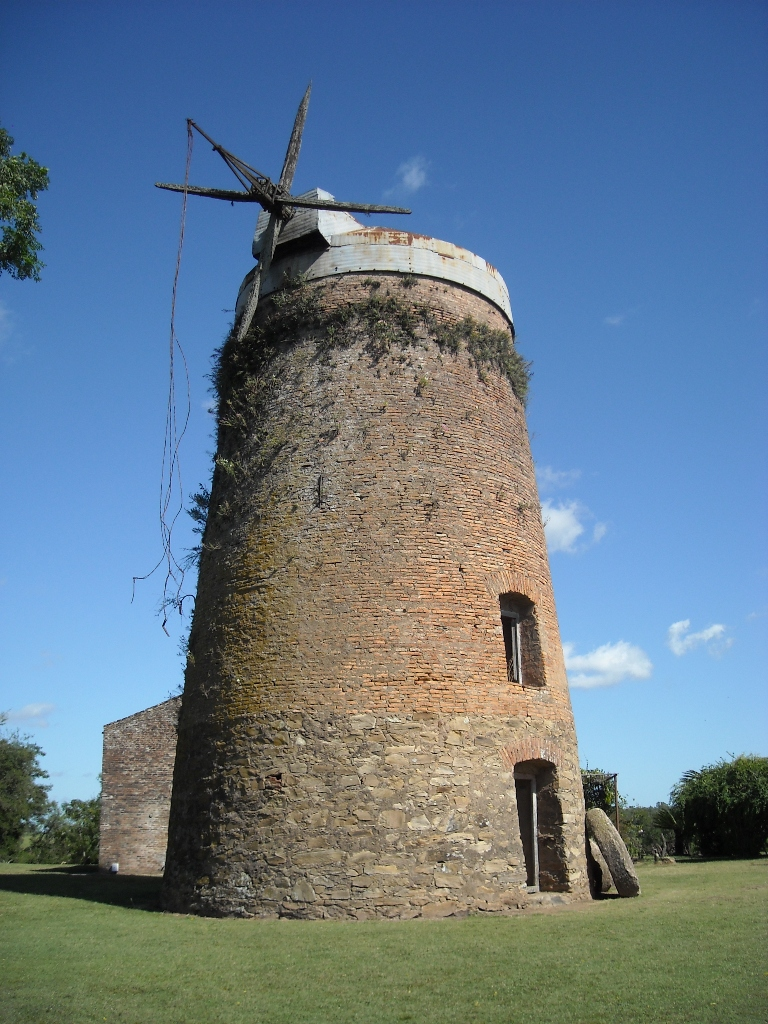
Moulin Forclaz

Le moulin Forclaz est un moulin à vent antique situé aux alentours de la ville de Colón et de celle de San José, dans la province d'Entre Ríos. Il porte le nom de famille de son constructeur, Juan Bautista Forclaz, un immigrant d’origine suisse arrivé en 1859. La famille Forclaz fut partie des fondateurs de la colonie de San José.
Monument historique national depuis 1985, ainsi que patrimoine architectural et historique de la province d’Entre Ríos depuis 2003, le musée compte environ cinq hectares et comporte le moulin à vent et la maison de la famille Forclaz.
Cet endroit reflète l’effort, la ténacité et le sacrifice de toute une culture ayant le travail pour unique voie de progrès à des fins de la subsistance et la croissance de la famille.

## Situation
Le moulin se situe à 200 mètres de l’ancien chemin de gravier qui relie Colón et San José, en un point pratiquement équidistant entre ces deux villes, et à moins de 500 mètres de la maison du premier administrateur de la colonie de San José, Alexis Peyret, aujourd’hui transformée en musée et ferme éducative.

## Le moulin
C’est une attraction de la région renfermant une histoire de progrès et de frustration. Il fut bâti entre 1888 et 1890 par Juan Bautista Forclaz et constitue un symbole de l’effort et de la ténacité des premiers colons qui peuplèrent la colonie de San José.
Destiné à moudre des grains de blé et de maïs, il fut érigé à la manière hollandaise. Pour bien opérer, il avait besoin de vents puissants ; voilà pourquoi il n’a jamais fonctionné pleinement. En conséquence, son propriétaire a dû réutiliser l’ancien moulin à manège.
Le moulin à vent auprès d’une vieille maison, des hangars pour le stockage des outils agricoles, le moulin à manège et la citerne composent un ensemble architectural caractéristique des fermes des immigrés de la colonie de San José.
Toutes ces constructions se regroupent dans la partie la plus haute du terrain. Le reste de la ferme était affecté à l’agriculture sous la forme de jardins potagers, vergers, pâturages, semis, entre autres.

## Construction
Les travaux de construction débutèrent à la fin de l’année 1888.
Les fondations furent bâties avec des pierres de la région (piedras moras). Sur elles se lève une base conique de huit mètres de diamètre et un mètre d'épaisseur. Jusqu'à trois mètres de hauteur, les murs furent construits avec le même matériau et, ensuite, jusqu'à douze mètres, en briques.
Les quatre ailes se situaient dans la partie supérieure, sur une coupole de tôle de zinc tournant selon la direction du vent. De six mètres de long et un mètre de large, les ailes avaient la forme d’un escalier et étaient recouvertes d’une bâche fine.
En 1890, s'installa la machinerie à l’intérieur et la construction fut terminée. Le coût total s'éleva à 6 000 pesos fuertes.

## Le problème du vent
Forclaz n’a pas considéré que le mécanisme nécessitait des vents puissants capables de mouvoir les ailes. Cependant, les vents de la région ne l'étaient pas. Par conséquent, le moulin n’a presque pas été utilisé et Juan Bautista a dû continuer de broyer avec le moulin à manège, opéré par des mules, qui se situe dans la grange à côté.
La raison principale a été l’inclinaison des ailes, vu que le vent impactait contre elles sans les traverser et le mouvement était, donc, inexistant.

## Monument national
Le moulin a été déclaré monument historique national le 26 novembre 1985 par la résolution 3066. En 1996 a été délivrée une subvention de 380 000 pesos pour sa restauration.

## Histoire institutionnelle
- Le 15 août 1979, le gouvernement de la province d’Entre Ríos, par le décret 2792/79, matricule 108 412, achète aux descendants et aux héritiers de la famille Forclaz une parcelle de cinq hectares pour un montant de 20 000 000 pesos (loi 18188).
- Le 26 novembre 1985, par la loi nationale 12 665, selon la résolution 3066/85, la Commission nationale des musées et des monuments historiques le déclare Monument historique nationale Moulin Forclaz.
- Le 13 août 1987, par la résolution 086 de la Direction des personnes morales, l’Association Amigos del Molino Forclaz reçoit sa personnalité juridique, laquelle il conserve jusqu'à présent.
- Le 2 décembre 2003, selon le décret 6676, le Ministère du gouvernement et la justice d’Entre Ríos le déclare Patrimoine historique culturel de la province.
- En 2008, étant donné le développement touristique de la région, l’Association Amigos del Molino, la Municipalité de Colón et celle de San José décident de valoriser le site et d’améliorer son aspect pour attirer du tourisme. Voilà que les visites touristiques passent de 1630 en 2008 à 30 200 en 2015.
- Le 2 juillet 2011 à l’occasion d’un nouvel anniversaire de la colonie de San José, par l’intermédiaire du sous-secrétaire de la culture d’Entre Ríos, commencent les gestions pour la déclaration de musée.
- Le 29 août 2013, selon le décret 2941 du Ministère de la culture et de la communication, le moulin est déclaré Musée provincial Molino Forclaz. Aujourd’hui, le monument possède l’importance d’un musée, ainsi que celle d’un organisme du gouvernement d’Entre Ríos.

## La colonie de San José, un peu d’histoire
La colonie de San José est la première colonie agricole de la province d’Entre Ríos. En 1857 arrive le premier groupe d'immigrants provenant, en majorité, du canton du Valais, en Suisse. Un an auparavant, un autre groupe suisse était arrivé à Esperanza, dans la province de Santa Fe et, antérieurement, dix familles suisses avaient donnée origine à la colonie de Baradero, dans la province de Buenos Aires.
En plus de familles valaisannes, arrivent à San José des Savoyards et des Piémontais. C’est le temps de la Confédération argentine, dont la capitale se trouve à Paraná, en Entre Ríos.

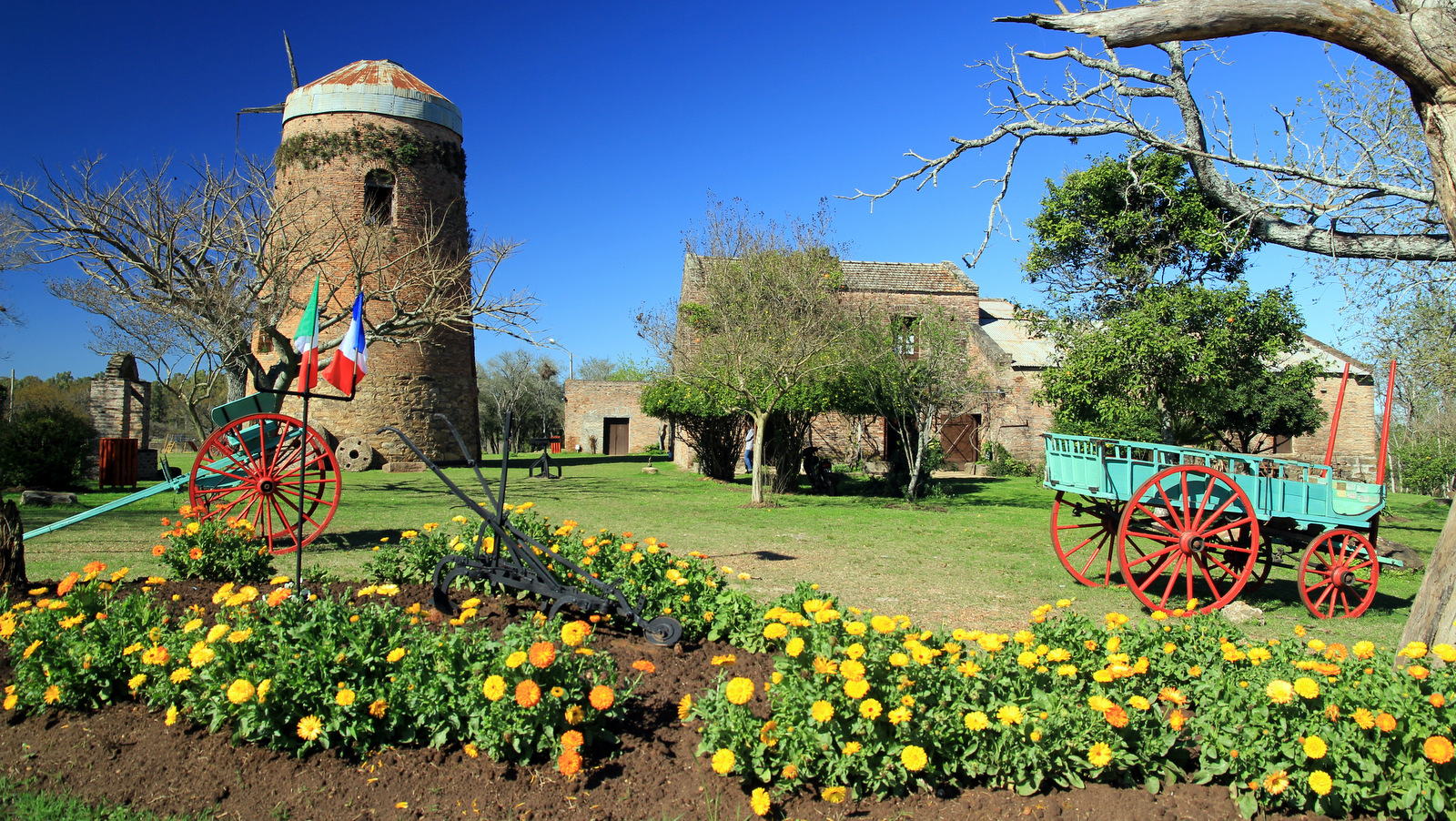
Moulin et maison des Forclaz

Le général Urquiza avait décidé d’organiser à son compte l’installation de la nouvelle colonie. Entre 1859 et 1860 y arrivent plus d'immigrants européens, dont la famille Forclaz.
Il y avait deux ans de l’arrivée des pionniers en Entre Ríos ; les premières récoltes et les premiers grains étaient déjà à la vue. Les Forclaz décident ainsi d’exercer leur métier en travaillant dans le domaine de la mouture. Ils bâtissent un moulin à manège actionné par des mules. Avec cette machine, la famille satisfaisait les besoins de mouture de l’époque. Nonobstant, la colonie évolue et jusqu’en 1862 les immigrés continuent d’arriver, ce qui augmente la population et, par conséquent, la quantité de grains à broyer. Ceci motive les Forclaz à bâtir un moulin plus productif. L’un des enfants de la famille, Juan, propose la construction d’un moulin à vent en répliquant le modèle hollandais. Ces machines s’étaient diffusées partout en Europe grâce à leur productivité. Entre 1888 et 1890, ils érigent donc le moulin à vent. Plusieurs voisins et des membres de la famille y participent.